# Sara Morrison
Antoinette Sara Frances Sibell Morrison, geborene Long, (* 9. August 1934 in London, England) ist eine Managerin und konservative britische Politikerin.

## Leben
Als langjährige Tory-Politikerin war Sara Morrison von 1971 bis 1975 stellvertretende Vorsitzende der Konservativen Partei. 1975 wechselte sie zur General Electric Company und war Direktorin von 1980 bis März 1988. Sie war Aufsichtsrätin von The Fourth Channel Television Co (1980–85), Imperial Group (1982–86), Carlton Television Ltd (1991–99), Kleinwort Charter Investment Trust PLC, New Millennium Experience Ltd (1997–2001), und Abbey National Building Society (1979–95). Vorstand von Charter European Trust plc war sie 1993 bis 2002. Im National Council for Voluntary Organisations (NCVO), dem Dachverband ehrenamtlicher Organisationen, war sie Vize-Vorstand (1970–77) und Vorstand (1977–87).
Sie war Mitglied des UK Round Table for Sustainable Development (Runder Tisch für nachhaltige Entwicklung) (1995–98) und im Beirat von Family Policy Studies Centre (Studienzentrum für Familienpolitik) (1989–97).
Von 1986 bis 2001 gehörte sie dem Verwaltungsrat des Imperial College London an. 2004 übernahm sie das Amt der Ratsvorsitzenden der Universität von Bath. Sie hat die Ehrendoktorwürde der De Montfort University und der Universitäten von Coventry und Buckingham.
Langjährig engagierte sie sich auch ehrenamtlich in Wiltshire, wo sie auf ihrer Farm lebt. Sie hat auch einen Wohnsitz in London.
Von 1998 bis 2002 war sie Vorsitzende des World Wide Fund For Nature (WWF) in Großbritannien und wurde in den Vorstand des World Wide Fund For Nature International gewählt. 2000 war sie Vize-Präsidentin von WWF International geworden und amtierte dann als dessen Präsidentin bis 2001.
Sara Morrison heiratete 1954 Sir Charles Morrison. 1984 erfolgte die Scheidung. Aus dieser Ehe entstammen ihr Sohn und ihre Tochter.